# Cussac-sur-Loire
Pour les articles homonymes, voir Cussac.
Cussac-sur-Loire est une commune française située dans le département de la Haute-Loire en région Auvergne-Rhône-Alpes. Ses habitants sont les Cussacois et les Cussacoises.

## Géographie

### Localisation
La commune de Cussac-sur-Loire se trouve dans le département de la Haute-Loire, en région Auvergne-Rhône-Alpes.
Elle se situe à 8 km par la route du Puy-en-Velay, préfecture du département.
Les communes les plus proches sont : 
Solignac-sur-Loire (2,3 km), Coubon (2,8 km), Vals-près-le-Puy (4,5 km), Arsac-en-Velay (4,6 km), Chadron (5,1 km), Saint-Christophe-sur-Dolaison (5,1 km), Le Brignon (5,9 km), Le Puy-en-Velay (6,1 km).
|                               | Le Puy-en-Velay    | Coubon  |
| Saint-Christophe-sur-Dolaison | Cussac-sur-loire   |         |
|                               | Solignac-sur-Loire | Chadron |

### Climat
Pour des articles plus généraux, voir Climat d'Auvergne-Rhône-Alpes et Climat de la Haute-Loire.
En 2010, le climat de la commune est de type climat des marges montargnardes, selon une étude du Centre national de la recherche scientifique s'appuyant sur une série de données couvrant la période 1971-2000. En 2020, Météo-France publie une typologie des climats de la France métropolitaine dans laquelle la commune est exposée à un climat de montagne ou de marges de montagne et est dans la région climatique Sud-est du Massif Central, caractérisée par une pluviométrie annuelle de 1 000 à 1 500 mm, minimale en été, maximale en automne.
Pour la période 1971-2000, la température annuelle moyenne est de 9,7 °C, avec une amplitude thermique annuelle de 16,2 °C. Le cumul annuel moyen de précipitations est de 799 mm, avec 8 jours de précipitations en janvier et 6,2 jours en juillet. Pour la période 1991-2020, la température moyenne annuelle observée sur la station météorologique de Météo-France la plus proche, « Solignac-sur-Loire », sur la commune de Solignac-sur-Loire à trois km à vol d'oiseau, est de 9,3 °C et le cumul annuel moyen de précipitations est de 759,7 mm,. Pour l'avenir, les paramètres climatiques de la commune estimés pour 2050 selon différents scénarios d'émission de gaz à effet de serre sont consultables sur un site dédié publié par Météo-France en novembre 2022.

### Géologie et relief
Il y a deux millions d'années, la zone était volcanique, les épanchements de lave recouvrant un sous-sol granitique. Le volcanisme et l'action du fleuve ont contribué à créer le paysage grandiose qui caractérise la commune de Cussac-sur-Loire.
Commune rurale de montagne située dans le Massif central, son altitude varie de 647 à 1 069 mètres, sa mairie se trouvant à 674 mètres.

### Hydrographie
Le fleuve Loire traverse la commune.

### Voie de communication et transports
Elle s'étend de part et d'autre de la route nationale 88, axe reliant Lyon à Toulouse et traversant les lieux-dits Les Baraques et Tarreyre.

## Urbanisme

### Typologie
Au 1er janvier 2024, Cussac-sur-Loire est catégorisée bourg rural, selon la nouvelle grille communale de densité à sept niveaux définie par l'Insee en 2022.
Elle est située hors unité urbaine. Par ailleurs la commune fait partie de l'aire d'attraction du Puy-en-Velay, dont elle est une commune de la couronne,. Cette aire, qui regroupe 59 communes, est catégorisée dans les aires de 50 000 à moins de 200 000 habitants,.

### Habitat et logement
En 2018, le nombre total de logements dans la commune était de 779, alors qu'il était de 758 en 2013 et de 685 en 2008.
Parmi ces logements, 87,8 % étaient des résidences principales, 3,6 % des résidences secondaires et 8,6 % des logements vacants. Ces logements étaient pour 94,5 % d'entre eux des maisons individuelles et pour 4,5 % des appartements.
Le tableau ci-dessous présente la typologie des logements à Cussac-sur-Loire en 2018 en comparaison avec celle de la Haute-Loire et de la France entière. Une caractéristique marquante du parc de logements est ainsi une proportion de résidences secondaires et logements occasionnels (3,6 %) inférieure à celle du département (16,1 %) mais supérieure à celle de la France entière (9,7 %). Concernant le statut d'occupation de ces logements, 81,9 % des habitants de la commune sont propriétaires de leur logement (82,1 % en 2013), contre 70 % pour la Haute-Loire et 57,5 pour la France entière.
| Typologie                                               | Cussac-sur-Loire | Haute-Loire | France entière |
| ------------------------------------------------------- | ---------------- | ----------- | -------------- |
| Résidences principales (en %)                           | 87,8             | 71,5        | 82,1           |
| Résidences secondaires et logements occasionnels (en %) | 3,6              | 16,1        | 9,7            |
| Logements vacants (en %)                                | 8,6              | 12,4        | 8,2            |

## Toponymie
Anciennes mentions : In territorio Vellaico, in villa quæ vulgo nominatur Cuciacus (993), Cuzac (vers 1135), Ecclesia de Cussac (1275), Eccl. de Cussaco (1342), Eccl. par. S. Sulpicii Cussacii (1520).
Le 5 septembre 1969, Cussac prend le nom de Cussac-sur-Loire.
D'après le toponymiste Ernest Nègre, le toponyme Cussac proviendrait du nom propre romain Cuttius auquel s'ajouterait le suffixe -acum. Le terme Cussac pourrait également dériver d'une racine préceltique *-CUS, à laquelle se serait greffé le suffixe gallo-romain -acum. Selon cette hypothèse, Cussac pourrait ainsi désigner « la propriété située près de l'eau ».

## Histoire
Le territoire de la municipalité est occupé depuis le Paléolithique, d'abord par des troglodytes dans les nombreuses grottes du secteur, qu'ils creusent au besoin eux-mêmes dans la roche volcanique. À partir de 6000 ans av. J.-C., la haute vallée de la Loire est entièrement occupée, et plus de 1000 ans av.J.-C la région est colonisée par des Ligures. À l'époque des Celtes s'installent les Vellavi.
À l'époque gallo-romaine, Cussac relevait d'un propriétaire romain nommé Cussius, et était un carrefour de voies surveillé par une forteresse.
Sous les Carolingiens, l'endroit était connu sous le nom de Cusiacus, et faisait partie de la viguerie de Solignac, appartenant à la famille de Mercœur, qui avait installé un péage dans un fort près du lieu-dit  Tarreyres, sur la voie antique appelée chemin de Régordane. Ensuite, les vigueries dans le Velay furent remplacées par 18 baronnies, dont celle de Solignac, qui fut au XIVe siècle absorbée par la vicomté de Polignac.
Au XIIe siècle est créé un prieuré clunisien et bâtie la chapelle Saint-Blaise de Jonzac, monument historique inscrit en 1992. Mais depuis le VIIIe siècle existait dans le bourg une église romane dédiée à  saint Sulpice, qui fut rasée au XIXe siècle et remplacée par l'édifice  actuel, de style néogothique, dont les travaux de construction se sont étalés de 1866 à 1920.
Existait un château sur le territoire de la commune actuelle, bâti à une époque indéterminée et nommé de Peyroux. En 1361 ou 1362, lors de la guerre de Cent Ans, il est pris par une bande de "routiers" et est libéré après des pourparlers par Arnoul d'Audrehem.
Trente-quatre jeunes gens de la commune tombèrent au Champ-d'Honneur lors de la Première Guerre mondiale.

## Politique et administration

### Découpage territorial
La commune de Cussac-sur-Loire est membre de la communauté d'agglomération du Puy-en-Velay, un établissement public de coopération intercommunale (EPCI) à fiscalité propre créé le 26 décembre 2016 dont le siège est à Le Puy-en-Velay. Ce dernier est par ailleurs membre d'autres groupements intercommunaux.
Sur le plan administratif, elle est rattachée à l'arrondissement du Puy-en-Velay, au département de la Haute-Loire, en tant que circonscription administrative de l'État, et à la région Auvergne-Rhône-Alpes.
Sur le plan électoral, elle dépend du canton du Velay volcanique pour l'élection des conseillers départementaux, depuis le redécoupage cantonal de 2014 entré en vigueur en 2015, et de la deuxième circonscription de la Haute-Loire   pour les élections législatives, depuis le redécoupage électoral de 1986.

### Liste des maires
| Période                                  | Période  | Identité             | Étiquette      | Qualité                                           |
| ---------------------------------------- | -------- | -------------------- | -------------- | ------------------------------------------------- |
| Les données manquantes sont à compléter. |          |                      |                |                                                   |
| 1865                                     | 1871     | Isidore Pharisier    |                |                                                   |
| 1871                                     | 1874     | Simon Jouve          |                |                                                   |
| 1874                                     | 1875     | Augustin Belut       |                |                                                   |
| 1875                                     | 1881     | Jean Baptiste Fage   |                |                                                   |
| 1881                                     | 1904     | Louis Bonneton       |                |                                                   |
| 1904                                     | 1908     | Ambroise Dumas       |                |                                                   |
| 1908                                     | 1912     | Jean Benoit          |                |                                                   |
| 1912                                     | 1925     | Ferdinand Johanny    |                |                                                   |
| 1925                                     | 1935     | Jean André Ravel     |                |                                                   |
| 1935                                     | 1941     | Pierre Dumas         |                |                                                   |
| 1941                                     | 1942     | Jacques Mirmand      |                |                                                   |
| 1942                                     | 1944     | Antoine Charreyre    |                |                                                   |
| 1944                                     | 1945     | Pierre Dumas         |                |                                                   |
| 1945                                     | 1956     | Paul Vidil           |                |                                                   |
| 1956                                     | 1965     | Lucien Prades        |                |                                                   |
| 1965                                     | 1970     | Emile Garnaud        |                |                                                   |
| 1970                                     | 1977     | Lucien Prades        |                |                                                   |
| 1977                                     | 1978     | Pierre Seloron       |                |                                                   |
| 1978                                     | 2020     | Jean-Pierre Brossier | apparenté PS   |                                                   |
| 2020                                     | En cours | Rémi Barbe           | sans étiquette | Journaliste, conseiller départemental depuis 2021 |

## Population et société

### Démographie

#### Évolution démographique
L'évolution du nombre d'habitants est connue à travers les recensements de la population effectués dans la commune depuis 1793. Pour les communes de moins de 10 000 habitants, une enquête de recensement portant sur toute la population est réalisée tous les cinq ans, les populations de référence des années intermédiaires étant quant à elles estimées par interpolation ou extrapolation. Pour la commune, le premier recensement exhaustif entrant dans le cadre du nouveau dispositif a été réalisé en 2008.

En 2022, la commune comptait 1 658 habitants, en évolution de −4,22 % par rapport à 2016 (Haute-Loire : +0,36 %, France hors Mayotte : +2,11 %).
| 1793 | 1800 | 1806 | 1821 | 1831 | 1836 | 1841 | 1846 | 1851 |
| ---- | ---- | ---- | ---- | ---- | ---- | ---- | ---- | ---- |
| 302  | 302  | 506  | 487  | 486  | 480  | 499  | 462  | 550  |

| 1856 | 1861 | 1866 | 1872 | 1876 | 1881 | 1886 | 1891 | 1896 |
| ---- | ---- | ---- | ---- | ---- | ---- | ---- | ---- | ---- |
| 592  | 548  | 560  | 576  | 588  | 644  | 688  | 670  | 669  |

| 1901 | 1906 | 1911 | 1921 | 1926 | 1931 | 1936 | 1946 | 1954 |
| ---- | ---- | ---- | ---- | ---- | ---- | ---- | ---- | ---- |
| 706  | 930  | 736  | 545  | 512  | 535  | 451  | 383  | 375  |

| 1962 | 1968 | 1975 | 1982  | 1990  | 1999  | 2006  | 2008  | 2013  |
| ---- | ---- | ---- | ----- | ----- | ----- | ----- | ----- | ----- |
| 357  | 456  | 686  | 1 165 | 1 358 | 1 376 | 1 584 | 1 644 | 1 728 |

| 2018  | 2022  | - | - | - | - | - | - | - |
| ----- | ----- | - | - | - | - | - | - | - |
| 1 690 | 1 658 | - | - | - | - | - | - | - |

#### Pyramide des âges
La population de la commune est relativement jeune.
En 2018, le taux de personnes d'un âge inférieur à 30 ans s'élève à 32,2 %, soit au-dessus de la moyenne départementale (31 %). À l'inverse, le taux de personnes d'âge supérieur à 60 ans est de 27,6 % la même année, alors qu'il est de 31,1 % au niveau départemental.
En 2018, la commune comptait 832 hommes pour 858 femmes, soit un taux de 50,77 % de femmes, légèrement inférieur au taux départemental (50,87 %).
Les pyramides des âges de la commune et du département s'établissent comme suit.
| Hommes | Classe d’âge | Femmes |
| ------ | ------------ | ------ |
| 0,0    | 90 ou +      | 0,2    |
| 5,8    | 75-89 ans    | 6,5    |
| 20,7   | 60-74 ans    | 21,9   |
| 24,3   | 45-59 ans    | 24,0   |
| 16,5   | 30-44 ans    | 15,9   |
| 13,7   | 15-29 ans    | 13,6   |
| 19,1   | 0-14 ans     | 17,8   |

| Hommes | Classe d’âge | Femmes |
| ------ | ------------ | ------ |
| 0,9    | 90 ou +      | 2,5    |
| 8,4    | 75-89 ans    | 11,7   |
| 20,4   | 60-74 ans    | 20,5   |
| 21,3   | 45-59 ans    | 20,3   |
| 16,8   | 30-44 ans    | 16,3   |
| 15,2   | 15-29 ans    | 13,2   |
| 17     | 0-14 ans     | 15,6   |

## Économie

### Revenus
En 2018, la commune compte 698 ménages fiscaux, regroupant 1 761 personnes. La médiane du revenu disponible par unité de consommation est de 22 130 € (20 800 € dans le département).

### Emploi
| Division       | 2008  | 2013  | 2018  |
| -------------- | ----- | ----- | ----- |
| Commune        | 4,4 % | 7,4 % | 5,3 % |
| Département    | 6,3 % | 7,7 % | 7,7 % |
| France entière | 8,3 % | 10 %  | 10 %  |

En 2018, la population âgée de 15 à 64 ans s'élève à 1 012 personnes, parmi lesquelles on compte 76,2 % d'actifs (70,8 % ayant un emploi et 5,3 % de chômeurs) et 23,8 % d'inactifs,. Depuis 2008, le taux de chômage communal (au sens du recensement) des 15-64 ans est inférieur à celui de la France et du département.
La commune fait partie de la couronne de l'aire d'attraction du Puy-en-Velay, du fait qu'au moins 15 % des actifs travaillent dans le pôle,. Elle compte 512 emplois en 2018, contre 460 en 2013 et 530 en 2008. Le nombre d'actifs ayant un emploi résidant dans la commune est de 724, soit un indicateur de concentration d'emploi de 70,8 % et un taux d'activité parmi les 15 ans ou plus de 56,5 %.
Sur ces 724 actifs de 15 ans ou plus ayant un emploi, 115 travaillent dans la commune, soit 16 % des habitants. Pour se rendre au travail, 92,1 % des habitants utilisent un véhicule personnel ou de fonction à quatre roues, 1,2 % les transports en commun, 3,7 % s'y rendent en deux-roues, à vélo ou à pied et 2,9 % n'ont pas besoin de transport (travail au domicile).

## Culture locale et patrimoine

### Lieux et monuments
- Église Saint-Sulpice ;
- Chapelle Saint-Blaise de Jonzac inscrite aux monuments historiques depuis le 9 juin 1992[31].

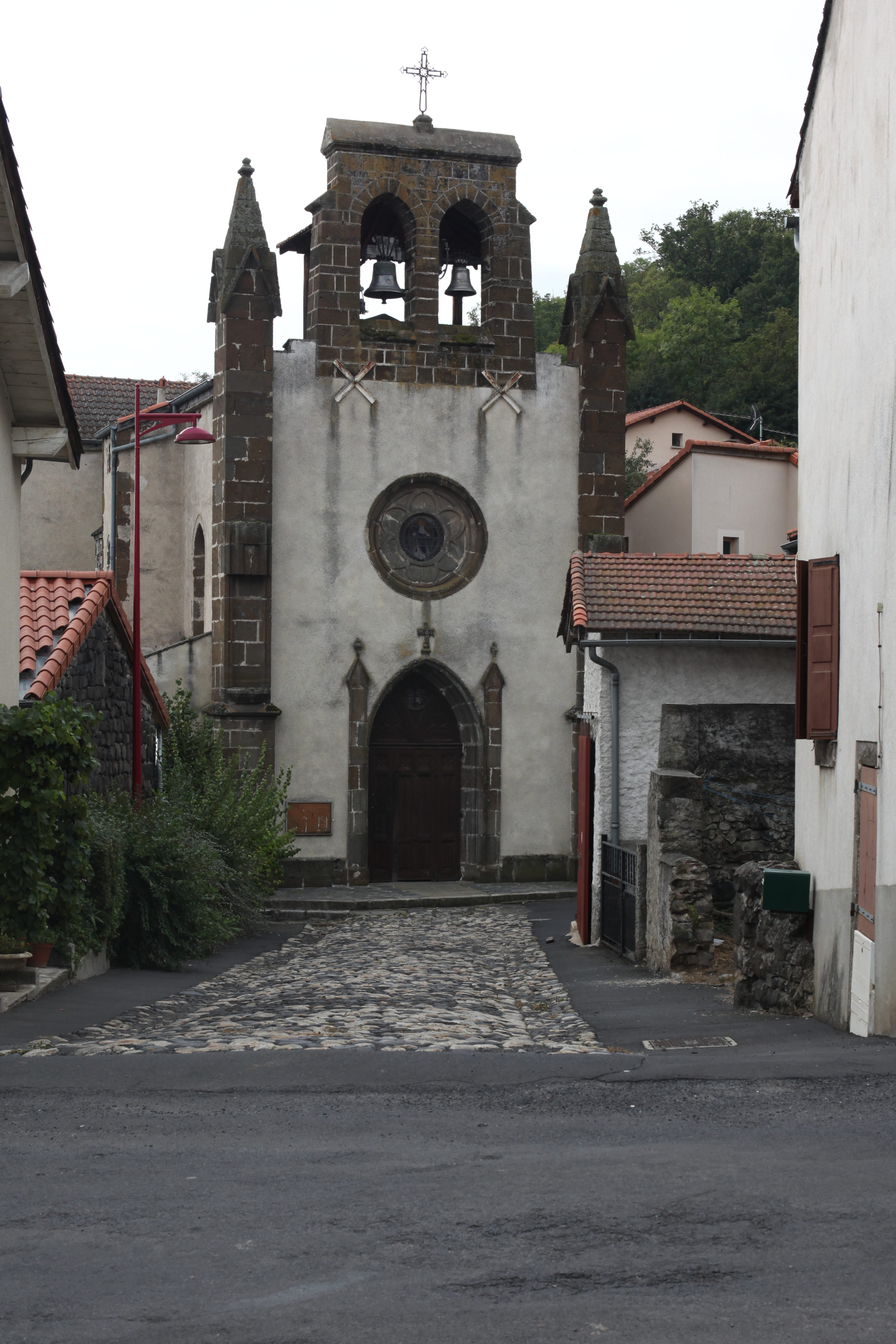
Église Saint-Sulpice.

### Personnalités liées à la commune
- L'abbé Natalis Cordat (Cussac, avant 1610-1663 ; Natalís Cordat en occitan) est un religieux, poète de langue occitane  et française et un compositeur de l'époque baroque[32],[33].